# Szitás György
 Szitás György, született Szloszjár (Szarvas, 1926. október 5. – Budapest, 2000. február 26.) magyar grafikus és képregényrajzoló, Rodolfo bűvészkönyveinek az illusztrátora.

## Élete
A szlovák nemzetiségű gyermeket édesapja nem engedte taníttatni, így csak hat elemit végezhetett. Az ambiciózus fiatalember azonban dacolva a szülői akarattal 1948-ban felvételizett az Országos Magyar Iparművészeti Főiskola grafika szakára. A vizsgabizottság felismerte benne az őstehetséget, és fel is vették a hallgatók sorába, azonban fél év után koholt vádak alapján eltávolították a főiskoláról.
1951-től az Ifjúsági Lapkiadó Vállalat alkalmazásában állt, és innen is ment nyugdíjba. Első illusztrációja a Pajtás 1951. március 15.-i számában jelent meg. Itt találkozott Zórád Ernővel, aki felkarolta a tehetséges fiatal rajzolót. Zórád asszisztenseként Szloszjár rajzolta meg a képeken a fő figurák vázlatát és a háttereket. 1954-ben magyarosította a nevét Szitásra.
Első önálló képregényét 1954-ben rajzolta Teknős Péter története alapján a Pajtás megbízásából, amelynek A „Felfedező”-őrs kalandjai volt a címe. Ez a történet még az akkoriban dívó képaláírásos stílusban készült, de már itt is megmutatkoztak a grafikus formabontó képi megoldásai.
1957-ben a Tábortűz oldalain rajzolta meg az Agadeszt, míg az 1970-es Fülesben egy Pirx-pilóta történetet, Stanisław Lem Worlcombe-rejtélyét öntötte képekbe. Ponson du Terrail klasszikus ponyvasorozatából, a Rocambole-ciklusból 1968-ban ismét a Füles számára készített képregényt, melynek a szövegkönyvét is maga írta.
Szitás számtalan bűvész- és kártyatrükköt illusztrált a Füles oldalain és könyv alakban is, és az összes Rodolfo könyvet és bűvészdobozt ő illusztrálta.

## Válogatott munkái
- Sziszi, Blöxi, Tódor úr (Tábortűz 1957 – újrakiadás: Szitás: Rocambole, Míves Céh 2006)
- A 12. kajüt rejtélye (írta Pap János, Pajtás 1968)
- Egy újságíró egy napja 2889-ben (Jules Verne nyomán, Füles 1968 – újrakiadás: Szitás: Rocambole, Míves Céh 2006)
- Rocambole (Ponson du Terrail nyomán, Füles 1968 – újrakiadás: Szitás: Rocambole, Míves Céh 2006)
- A Worlcombe-rejtély (Stanisław Lem nyomán írta Cs. Horváth Tibor, Füles 1970)
- A szökevény (Erdős László nyomán írta Cs. Horváth Tibor, Füles 1970)
- A rekord (Karel Čapek nyomán, Füles Évkönyve, 1971 – újrakiadás: Szitás: Rocambole, Míves Céh 2006)
- A repülő cápa (Lyn és Bian nyomán, Pajtás 1971)
- A két összekötő (írta Vasvári Ferenc, Pajtás 1973)
- Üzenet a XXI. századba (írta Vasvári Ferenc, Pajtás 1974)
- Füstjelek a dzsungel felett (írta Anatolij Sztaszj nyomán Radó György, Népszabadság 1974)
- Űrúton a Kékvillám (írta Füleki János, Pajtás 1976)
- Rejtekhelyen (írta László Gyula,  Pajtás 1976)
- Suhogó völgy (írta Csontos Gábor, Népszabadság 1978)
- Kalandos nyaralás (írta Teknős Péter, Népszabadság 1979)
- Életmentő program (írta Teknős Péter, Népszabadság 1987)

## Gyűjteményes kiadás
- Szitás György: Rocambole (Fekete-Fehér Képregénymúzeum, Míves Céh kiadó, 2006)